# N.E.R.D
N.E.R.D är ett amerikanskt R&B-band bestående av Pharrell Williams, Chad Hugo och Shae Haley. De två förstnämnda är även kända som producentduon The Neptunes. Bandnamnet är en förkortning för No one Ever Really Dies, egentligen en backronym som spelar på det engelska ordet nerd, ’nörd’. Även om deras stil är svårbedömd kan den möjligen förklaras som en blandning mellan hiphop och soulaktig rock.
Pharrell Williams och Chad Hugo träffades som tolvåringar på ett musiksommarläger. Ingen av dem trivdes på det konventionella lägret och fann därför snabbt varandra. Efteråt höll samarbetet i sig och tillsammans med den gemensamme barndomsvännen Timbaland började de skapa musik och uppträda tillsammans. I high school träffade de Shay Haley och tillsammans bildade de N.E.R.D som ett sidoprojekt.
N.E.R.D har blivit mycket uppmärksammade för att anspela på sex i sina texter och uttryckssätt. Videon till första singeln "Lapdance" har uppnått kultstatus efter att ha censurerats kraftigt av MTV.

## Medlemmar
Nuvarande medlemmar
- Pharrell Williams – sång, piano, keyboard, trummor, percussion, programmering
- Chad Hugo – gitarr, piano, keyboard, saxofon, basgitarr, programmering, bakgrundssång
- Shay Haley – trummor, percussion, bakgrundssång

## Diskografi

### Album
| 2002                                                          | In Search Of... - Släppt: March 12, 2002 - Skivbolag: Virgin - Format: CD, LP, DVD-A | 56 | 28 | —  | —  | —  | —  | 34 | 40 | — | —  | 17 | US: 603,000 | US: Gold |
| 2004                                                          | Fly or Die - Släppt: March 23, 2004 - Skivbolag: Virgin - Format: CD, LP             | 6  | 4  | 20 | 31 | 11 | 22 | 5  | 4  | 9 | 27 | 9  | US: 412,000 | US: Gold |
| 2008                                                          | Seeing Sounds - Släppt: June 10, 2008 - Skivbolag: Interscope - Format: CD, LP, DI   | 7  | 20 | 65 | —  | 14 | —  | 16 | —  | — | 13 | —  | US: 296,283 |          |
| "—" denotes releases that did not chart or have yet to chart. |                                                                                      |    |    |    |    |    |    |    |    |   |    |    |             |          |

### Singlar
| 2001                                                          | "Lapdance" (med Lee Harvey och Vita)                                  | —   | 85 | —  | 33     | —  | 47 | 56 | In Search Of... |
| 2002                                                          | "Rock Star"                                                           | —   | —  | —  | 15     | 32 | —  | 74 | In Search Of... |
| 2002                                                          | "Provider"                                                            | —   | —  | —  | 20 [I] | —  | 43 | 95 | In Search Of... |
| 2002                                                          | "Lapdance" (re-release)                                               | —   | —  | —  | 20 [I] | —  | —  | —  | In Search Of... |
| 2004                                                          | "She Wants to Move"                                                   | 43  | 69 | 6  | 4      | 21 | 58 | 8  | Fly or Die      |
| 2004                                                          | "Maybe"                                                               | —   | —  | 19 | 25     | 48 | —  | 37 | Fly or Die      |
| 2008                                                          | "Everyone Nose (All the Girls Standing in the Line for the Bathroom)" | —   | —  | —  | 41     | —  | —  | —  | Seeing Sounds   |
| 2008                                                          | "Spaz"                                                                | 106 | —  | —  | —      | —  | —  | —  | Seeing Sounds   |
| 2009                                                          | "Sooner or Later"                                                     | —   | —  | —  | —      | —  | —  | —  | Seeing Sounds   |
| "—" denotes releases that did not chart or have yet to chart. |                                                                       |     |    |    |        |    |    |    |                 |